# Stazione di Salzano-Robegano
La stazione di Salzano-Robegano è una fermata ferroviaria situata al Km 11+316 della linea Trento-Venezia tra le stazioni di Maerne di Martellago e Noale-Scorzè.
Si trova all'interno del territorio comunale di Salzano.
Il gestore RFI SpA la classifica come silver, cioè come impianto medio per servizi metropolitani-regionali.

## Storia
È stata ristrutturata nel primo decennio degli anni 2000, e ammodernata, nell'ambito del progetto del Sistema Ferroviario Metropolitano Regionale della regione Veneto. In questo contesto è stato ampliato e ammodernato il parcheggio, le pensiline e la banchina, ed è stato, in un primo momento, implementato il servizio di interscambio con bus nella stazione grazie all'istituzione di una fermata Actv solo per il servizio scolastico all'interno del parcheggio; in un secondo momento però la fermata è stata sospesa e la stazione attualmente è servita dalle linee HE e 11E di Actv presso la vicina fermata "Salzano Lorenzetti".

## Strutture e impianti
La stazione è composta da un fabbricato viaggiatori che presenta una sala d'aspetto con all'interno la biglietteria self-service.
Il piazzale è composto da un binario con banchina rialzata, in modo da favorire l'accesso ai treni all'utenza, parzialmente coperto da una pensilina.
La stazione è accessibile ai portatori di handicap.

## Movimento
La stazione è servita da treni regionali, svolti da Trenitalia nell'ambito del contratto di servizio stipulato con le regioni interessate, con cadenza di 30 minuti dal lunedì al venerdì e cadenza oraria sabato e domenica,  in servizio tra Venezia Santa Lucia e Bassano del Grappa.

## Servizi
La stazione dispone di:
- Biglietteria self-service
- Parcheggio di scambio
- Accessibilità per portatori di handicap
- Sala d'attesa